# Deglaçagem
Deglaçagem é o processo da culinária básica que consiste em utilizar um líquido, muitas vezes uma bebida alcoólica, para retirar do fundo da panela, assadeira ou frigideira, a parte do alimento que fica ali grudada.
Esta técnica é mais comum com a carne, mas pode ser uma sobremesa, que tenha sido feita no fogo, para compor o molho que acompanhará o prato. Por exemplo, na receita do Filet au Poivre, utiliza-se o conhaque para retirar do fundo da frigideira o suco da carne que vai regar o prato.